# Гостивіт
Гостивіт (чеськ. Hostivít) — останній з семи легендарних чеських князів від легендарного засновника династії Пршемисловичів Пржемисла Орача, до першого історично достовірного князя Боривоя. Імена цих князів вперше зустрічаються в «Чеській хроніці» Козьми Празького, звідки потрапили в більшість історичних праць аж до робіт XIX століття Франтішека Палацького «Історія чеського народу в Чехії і Моравії».
За традицією він був батьком князя Боривоя. Деякі історики вважають, що коли народилася Свята Людмила, Гостивіт (або князь Моравії Святополк I) і батько Людмили Славібор домовилися що Людмила і Боривой повинні одружитися (що може відповідати запису за 871 рік в Фульдських анналах, де описується шлюбна церемонія з невідомою нареченою). Згідно Далімілової хроніці, у князя Неклана були два сини: Гостивіт і Деполт.
Згідно з однією з теорій, кількість князів відповідає зображенню на фресках на стінах ротонди в Зноймо в Моравії. Однак Анежка Мерхаутова стверджує, що на фресці зображені всі представники династії Пржемисловічей, в тому числі молодші князі Моравії.